# 震天制空隊

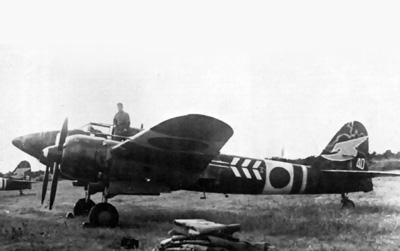
飛行第53戦隊の震天制空隊（震天隊）に属している二式複戦「屠龍」。垂直尾翼には第53戦隊の部隊マークを、機体側面には震天隊所属を意味する「鏑矢」を描いている

震天制空隊（しんてんせいくうたい）は、第二次世界大戦期に大日本帝国陸軍が編成した特別攻撃隊（空対空特別攻撃隊）の1つ。震天隊（しんてんたい）とも。
本項では回天隊（かいてんたい）などを含む空対空特攻隊全般について詳述する。

## 編成までの経緯
第二次世界大戦後半から始まったアメリカ陸軍航空軍の高性能超重爆撃機B-29による日本本土空襲に対抗する苦肉の策として、1944年（昭和19年）11月7日、第10航空師団は隷下の各飛行戦隊に対し、各戦隊に4機の特別攻撃隊（主に戦闘機）で体当たりしB-29を撃墜する空対空特攻隊の編成を下令した。防衛総司令部総司令官・東久邇宮稔彦王陸軍大将によって震天制空隊と命名された。

## 震天隊と回天隊
「震天制空隊(震天隊)」の名称は厳密には東部軍管区の第10飛行師団に隷属する各空対空特攻隊を指し、西部軍管区の第12飛行師団に隷属する空対空特攻隊は「回天隊」と称していたように、これらの名称（通称）は飛行師団ごとに別名で呼称されたものである。

## 空対艦特攻との違い
空対艦特攻との決定的な違いは、敵機に衝突後に操縦者が機体より脱出し落下傘降下、あるいは偶然操縦席より放り出される形で結果的に脱出、ないし損傷した乗機を操縦着陸させ生還することが必ずしも不可能ではなかった点である。そもそも戦闘機操縦者、特に当時の日本機でB-29の高度まで飛行できる操縦者は貴重な人材であったため（技量不足の操縦者が高空飛行に失敗して高度を落とす事はしばしばあった）、むしろ生還する事が求められていた。このため十死零生ではないことである。中には、飛行第244戦隊震天制空隊「はがくれ隊」所属の板垣政雄軍曹・中野松美伍長のように2度の体当たりを敢行し2度とも生還したという例もあった。逆に戦果をあげる事ができず「技量不足」とみなされた操縦者が、特攻隊に左遷される場合もあった。

## 構成
編制は各飛行戦隊内の4機1組で1隊とされた。使用する機体の大半は使い古しの中古機で、軽量化のため航空機関砲・防弾鋼板・無線機を撤去し、高空での機体性能を少しでも向上させた「無抵抗機」と呼ばれる機体が用いられた。こうした措置は軽量化以外にも、貴重な装備を喪失前提の機体に搭載したまま道連れにする必要はないという意味もあった。
ちなみに、その創設にあたりフランス空軍に範を取った帝国陸軍の航空部隊には海軍航空部隊と異なり、特に凝った意匠の部隊マーク・パーソナルマーク・撃墜マーク・指揮官機マーク・ノーズアートなどを自由気ままに機体に描き、またそれを軍上層部が許容する柔軟な文化が育っていたため（陸軍飛行戦隊#部隊マーク参照）、震天隊や回天隊などを含む特別攻撃隊の機体には特攻隊員の心意気を示すため、特に派手な特別塗装やパーソナルマークが施されていたことが多かった。

## 戦果
戦果としては、1機の特攻機で1度に2機のB-29を撃墜（1機目のB-29の破片が別のB-29に直撃し巻添え的に墜落）したこともあったが、大半はB-29の防御火器が強固なものである上、速度や高空での性能差がありすぎてB-29に接近することすらままならない場合も多く（上述の通り、技量の高い操縦者が貴重な人材とされた、あるいは技量不足の操縦者が左遷されたのは、これが理由である）、体当たりに成功してもB-29が墜落しない（特攻機側はほとんどが墜落または空中分解するが、1回の任務中に2回の体当たりを受けても墜落せず基地に帰還したB-29もあった）場合もあり、軍上層部が期待したほどの戦果は挙げられなかった。
また、B-29にP-51といった護衛戦闘機が随伴してくるようになると武装を持たない無抵抗機は格好の餌食となってしまうため、次第にこれらの攻撃は行われなくなっていった。